# Ero der Schelm
Ero der Schelm (Originaltitel kroatisch Ero s onoga svijeta, deutsch etwa ‚Ero aus einer anderen Welt‘) ist eine komische Oper in drei Akten des Komponisten Jakov Gotovac (1895–1982). Sie gilt als kroatische Nationaloper und ist, mit über 700 Aufführungen allein am Kroatischen Nationaltheater in Zagreb (Stand: 2019), das meist aufgeführte Musiktheaterwerk Kroatiens. Die Oper wurde in etwa zehn Sprachen übersetzt und an etwa 80 europäischen Bühnen aufgeführt, unter anderem in Kroatien, Deutschland, Österreich, Großbritannien, Italien, Finnland, Bulgarien und der ehemaligen Tschechoslowakei.
Gotovac komponierte die Oper zwischen 1926 und 1927 und stand bei der Uraufführung am 2. November 1935 am Zagreber Nationaltheater am Dirigentenpult. Das Libretto verfasste sein Landsmann Milan Begović (1876–1948). In Deutschland ging das Werk zum ersten Mal am 3. April 1938 in Karlsruhe in deutscher Sprache über die Bühne. 1940 erfolgte die erste Aufführung in Berlin und am 20. Dezember 1942 am Münchener Nationaltheater.

## Entstehung
Die Oper basiert auf einer Volkserzählung um die Streiche eines Bauernjungen in der Herzegowina während der Türkenherrschaft in Südosteuropa. Dieser führte die fremden Machthaber immer wieder hinters Licht und konnte sich mit List und Tücke aus jeglicher Bedrängnis retten. Ero, der Name der Hauptperson, ist ein Kosename für einen Herzegowiner ([H]ercegovac). Er kann leicht spöttisch gemeint sein. Er kann auch Eigenschaften wie Kampfbereitschaft, Bauernschläue und einen weitreichenden Humor der Worte und ausgewählten Situationen bis hin zur sozialen Satire bezeichnen. Das Motiv des vom Himmel Gefallenen entstammt dem Fastnachtsspiel Der farent Schueler ins Paradeis von Hans Sachs aus dem Jahr 1550. Gotovac und Begović strichen alle türkischen Elemente und verlegten die Handlung von der Herzegowina ins angrenzende dalmatinische Hinterland. Die Oper verbindet Musikelemente von Dalmatien bis nach Kosovo.

## Orchester
Das Orchester umfasst drei Flöten, zwei Oboen, ein Englischhorn, drei Klarinetten, zwei Fagotte, vier Hörner, drei Trompeten, drei Posaunen, eine Basstuba, eine Pauke, ein Schlagzeug, eine Harfe, ein Klavier und Streicher, dazu eine Orgel für die Bühnenmusik.

## Handlung
Die Oper spielt in einem Dorf in der Herzegowina zur Erntezeit, wobei unklar bleibt, ob in der Gegenwart oder in der Vergangenheit:

„Radnja se zbiva u maloj varoši, negde u Hercegovini, u ranu jesen u vrijeme vladavine osmanlijske Turske, u vrijeme današnje kao i ono od prije sto godina.“

„Die Handlung spielt in einem kleinen Dorf, irgendwo in der Herzegowina, im frühen Herbst zur Zeit der Herrschaft der osmanischen Türkei, in der heutigen Zeit wie in jener vor hundert Jahren.“

### Erster Akt
Auf der Tenne
Mića ist ein reicher junger Mann, der sich schon lange nach einer Frau sehnt. Dabei ist er jedoch sehr wählerisch. Jedes Mal, wenn er glaubt, die Richtige gefunden zu haben, wird er das Gefühl nicht los, dass sie nicht ihn, sondern nur sein Geld liebt.
In der Scheune sind gerade die Mägde des Bauern Marko dabei, mit Dreschflegeln das Getreide zu bearbeiten. Vielleicht findet er ja unter ihnen eine zu ihm passende Braut. Mića versteckt sich auf dem Heuschober. Als er die Gelegenheit gekommen sieht, springt er auf die Tenne hinab und gibt sich als Habenichts Ero aus, der aus einer anderen Welt vom Himmel gefallen ist. Sofort entbrennt sein Herz für Đula, die Tochter des reichen Bauern Marko. Er will sie auf die Probe stellen und erzählt ihr die haarsträubende Geschichte, ihre richtige Mutter habe bestimmt, dass er einmal ihr Ehemann werden soll. Als Đulas zänkische Stiefmutter Doma auftaucht, tischt er auch ihr ein Märchen auf und erreicht, dass sie ihm aus Mitleid einen Strumpf voller Goldmünzen gibt. Damit sucht er das Weite.
Als Đulas Vater hinzukommt und hört, was geschehen ist, wird er sehr zornig. Wutentbrannt macht er sich auf die Suche nach Ero.

### Zweiter Akt
In der Mühle
Frohgelaunt malt der Müller Sima das Korn. Die Mägde sind in Eile und können kaum erwarten, bis sie ihr Mehl bekommen. Auch Đula und ihre Stiefmutter treffen in der Mühle ein und liefern ihr Korn ab. Doma ist immer noch sehr aufgewühlt, dass sie auf einen Gauner hereingefallen ist. Zwar gibt sich Đula alle Mühe, ihre Stiefmutter zu beruhigen, aber es gelingt ihr nicht. Wütend rennt Doma aus der Mühle.
Đula schüttet dem Müller ihr Herz aus, und dieser spendet ihr Trost. Als sie die Mühle verlassen will, taucht wieder Mića auf, diesmal verkleidet als Müllerlehrling. Schon kommt der wütende Marko hinzu, immer noch auf der Suche nach Ero. Er erkennt ihn in seiner Verkleidung nicht und erkundigt sich sogar bei ihm nach dem Schwindler. Ero/Mića ist nie um eine Antwort verlegen. Ohne zu zögern, erklärt er ihm, den Schwindler gesehen zu haben, wie er in den Wald gegangen sei. Sogleich hetzt ihm Marko hinterher.
Đula und Mića gestehen sich ihre Liebe. Weil sich Đula nach allem, was geschehen ist, nicht mehr nach Hause traut, beschließt das Paar zu fliehen. Đula hat die Liebesprobe bestanden.

### Dritter Akt
Auf dem Jahrmarkt
Auf dem Jahrmarkt herrscht eine ausgelassene Stimmung. Doch davon lassen sich Marko und Doma nicht anstecken. Marko wirft seiner Frau immer noch vor, sie hätte sich von ihren Ersparnissen besser etwas Sinnvolles kaufen sollen, anstatt das Geld einem Betrüger zu geben. Sima, der Müller, kommt hinzu. Er berichtet Marko, seine Tochter führe im Nachbardorf ein glückliches Leben mit einem gewissen Mića. Aber trotzdem sehne sie sich danach, ihren Vater wieder einmal zu sehen. Allerdings traue sich das Paar nicht, ihn aufzusuchen, ohne eingeladen worden zu sein. Weil sich auch Marko nach seiner Tochter sehnt, schickt er gleich einen Boten mit der Einladung los.
Als alle auf dem Jahrmarkt zusammentreffen und die ganze Wahrheit über Mićas Spiel als Ero ans Licht kommt, macht sich eine allgemeine Versöhnung breit. Marko verkündet, er werde dem jungen Paar ein prachtvolles Hochzeitsfest ausrichten. Frohe Chöre und Tänze beenden die Oper.

## Kritiken

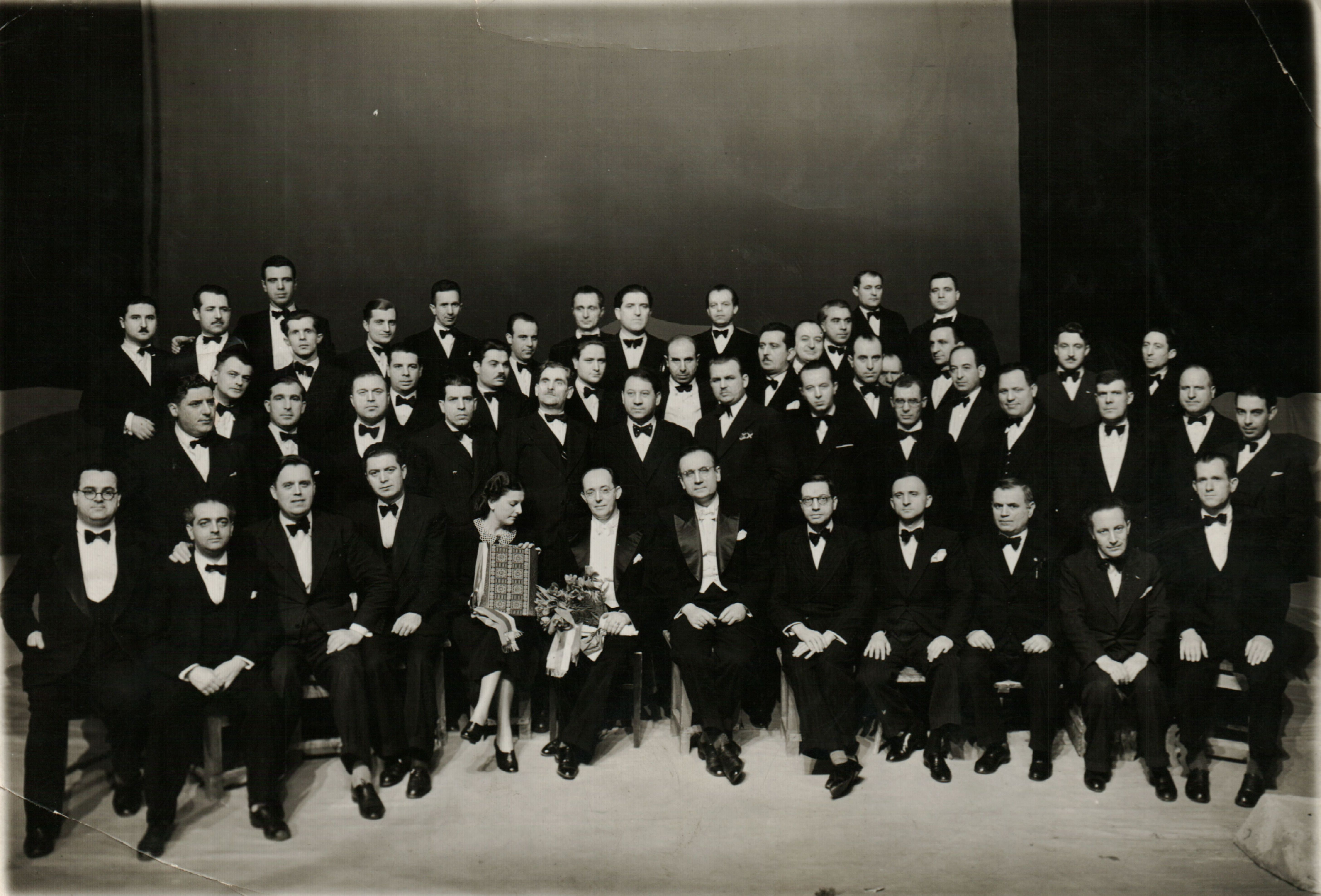
Mitglieder der bulgarischen Nationaloper in Sofia nach der Premiere der Oper Ero s onoga svijeta mit dem Komponisten Jakov Gotovac (April 1940).

Die Oper wurde vom Publikum sehr gut aufgenommen, von den Zagreber Musikkritikern jedoch verrissen. So schrieb Lujo Šafranek Kavić in der Zeitung Jutarnji list: „Und wieder hat ein Kroate eine Oper umsonst geschrieben“. Dagegen wurde die Oper von Belgrader Musikkritikern als ein Meisterwerk der heimischen Musik gefeiert. In Belgrad wurde die Oper mit 200 Aufführungen auch am längsten gespielt.

## Veröffentlichungen
- 1975: unter der Leitung des Komponisten bei Jugoton
- 2020: Live-Mitschnitt einer konzertanten Aufführung vom 19. Mai 2019 durch das Münchner Rundfunkorchester unter der Leitung von Ivan Repušić, Koproduktion mit BR-KLASSIK, 2 CDs, cpo 6096029